# Matti Rantanen (Musiker)

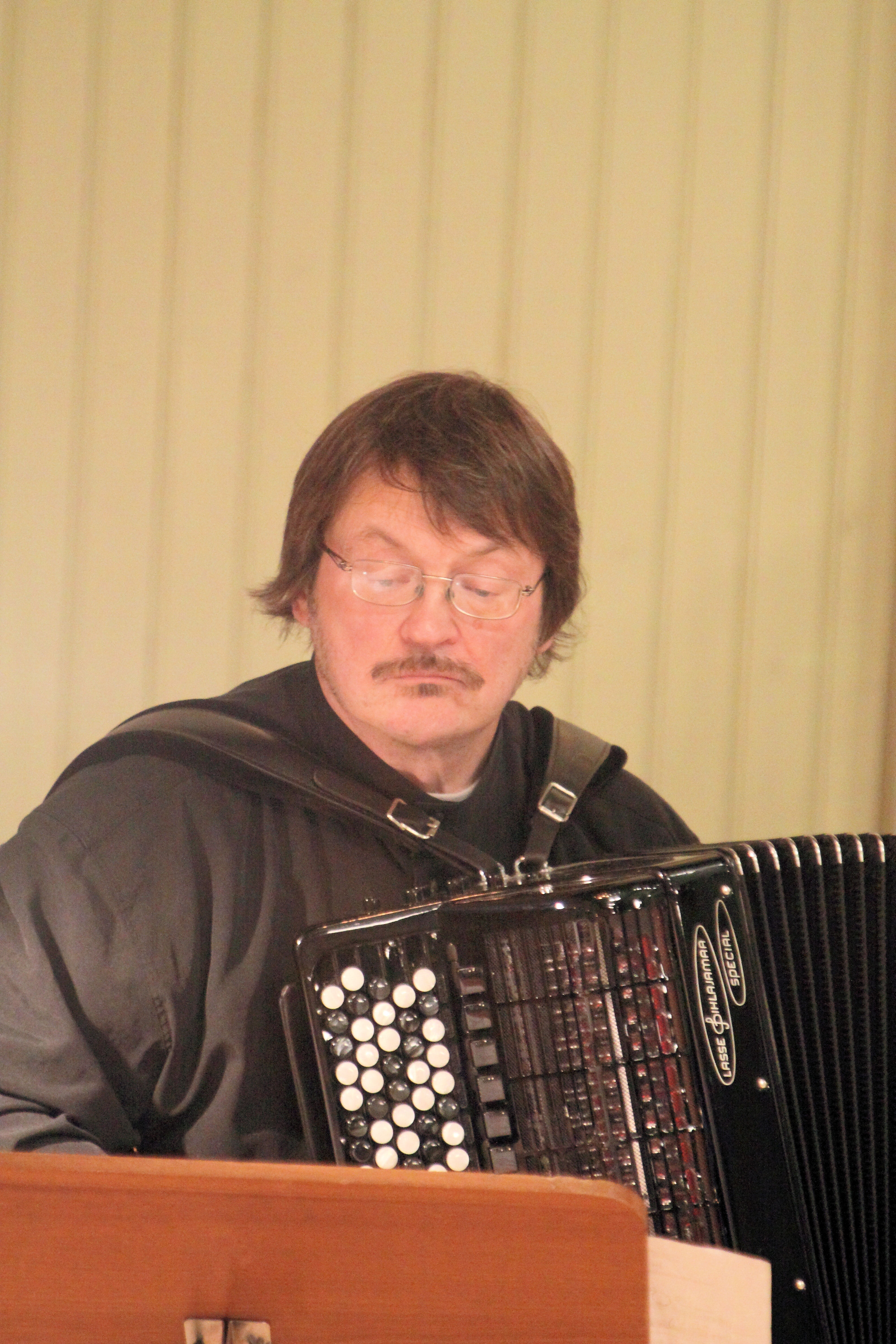
Matti Rantanen

Matti Rantanen (* 20. Februar 1952 in Helsinki) ist einer der profiliertesten finnischen Akkordeonisten.
Rantanen lernte sein Instrument unter anderem bei Lasse Pihlajamaa und studierte an der Sibelius-Akademie in Helsinki. Er wirkt dort als Professor und Leiter einer Soloklasse für Akkordeon, aus der zahlreiche namhafte Akkordeonisten hervorgingen. 1996 nominierte ihn die Sibelius-Akademie als „Lehrer des Jahres“.
Sein Repertoire reicht von der Interpretation finnischer Volksmusik bis zu Werken klassischer und zeitgenössischer Komponisten. Auf der CD Finnish Works for Accordion (2003) ist er u. a. in Kompositionen von Jukka Tiensuu, Einojuhani Rautavaara und Tapio Tuomela zu hören.